# Trívium
|  | Aquest article tracta sobre Art liberal. Si cerqueu grup de música, vegeu «Trivium (grup de música)». |

El trívium o també trivi (del llatí trivium, 'tres vies') és la divisió inferior de les set arts liberals i comprèn gramàtica (entrada), lògica (processament) i retòrica (sortida).
El trívium està implícit en De nuptiis Philologiae et Mercurii (Sobre el matrimoni de Filologia i Mercuri) de Martianus Capella, però el terme no va ser utilitzat fins al Renaixement carolingi, quan va ser encunyat en imitació del quadrivi anterior. La gramàtica, la lògica i la retòrica eren essencials per a una educació clàssica, tal com s'explica als Diàlegs de Plató. Els tres temes van ser denotats per la paraula «trivium» durant l'edat mitjana, però la tradició del primer aprenentatge es va establir a la Grècia antiga.
Les iteracions contemporànies han pres diverses formes, incloses les que es troben en determinades universitats britàniques i americanes (algunes formen part del moviment educatiu clàssic) i a l'escola independent Oundle al Regne Unit.

## Etimologia
Etimològicament, la paraula llatina trivium significa «el lloc on es troben tres vies» (tri + via); per tant, els assumptes del trívium són el fonament del quadrivi, la divisió superior de l'educació medieval en les arts liberals, que comprenia aritmètica (nombres), geometria (nombres en l'espai), música (nombres en el temps) i astronomia (nombres en espai i en temps).
Educativament, el trívium i el quadrivi van impartir a l'estudiant les set arts liberals de l'antiguitat clàssica.

## Descripció
El trívium és el coneixement (gramàtica), que un cop entès (lògica), es transmet a l'exterior com a saviesa (retòrica).
- La gramàtica ensenya la mecànica del llenguatge a l'alumne. Aquest és el pas en què l'estudiant «arriba als termes», definint els objectes i la informació percebuda pels cinc sentits. Per tant, el principi d'identitat: un arbre és un arbre i no un gat.
- La lògica (o dialèctica) és la «mecànica» del pensament i de l'anàlisi, el procés d'identificació de fal·làcies d'arguments i declaracions, i que de manera sistemàtica elimina contradiccions, produint així un coneixement factual que es pot confiar.
- La retòrica és l'aplicació del llenguatge per tal d'instruir i persuadir l'oient i el lector.

La germana Miriam Joseph Rauh, a The Trivium: The Liberal Arts of Logic, Grammar, and Rhetoric (2002), descriu el trívium de la següent manera:
| « | La gramàtica és l'art d'inventar símbols i combinar-los per expressar el pensament; la lògica és l'art del pensament; i la retòrica és l'art de comunicar el pensament d'una ment a una altra, l'adaptació del llenguatge a la circumstància. […] La gramàtica es refereix a la cosa que està simbolitzada, la lògica es refereix a la cosa que es coneix, i la retòrica es refereix a la cosa com es està comunicada. | » |

John Ayto escriu al Dictionary of Word Origins (1990) que l'estudi del trívium (gramàtica, lògica i retòrica) era la preparació necessària per a l'estudi del quadrivi (aritmètica, geometria, música i astronomia). Per a l'estudiant medieval, el trívium era el començament curricular de l'adquisició de les set arts liberals; com a tal, va ser el principal curs d'estudis universitaris.
La paraula «trivial» va sorgir del contrast entre el trívium (més senzill) i el quadrivi (més difícil).